# Атараксия
Атара́ксия (др.-греч. ἀταραξία — «невозмутимость, хладнокровие, спокойствие») — душевное спокойствие, невозмутимость, безмятежность, по мнению некоторых древнегреческих философов, достигаемая мудрецом.
В учениях представителей различных направлений философии понятие атараксии занимало различное место. Отмечается, что своим появлением существительное «атараксия» обязано Демокриту. Что касается прилагательного «невозмутимый» (греч. ἀ τάραχος), то оно используется Аристотелем в этике для определения таких добродетелей, как сдержанность и мужество. Наибольшее же развитие понятие «атараксия» получило в эпикуреизме и скептицизме.
В различных традициях скептицизма (у Пиррона и его последователей, а также у скептиков платоновской академии) атараксия тесно связана с тем, что обозначается термином «эпохе» (греч. ἐποχή), то есть с воздержанием от суждений. При этом одни представители скептицизма считают конечной целью атараксию (Секст Эмпирик), а другие — эпохе (Аркесилай). Атараксия у скептиков описывает состояние разума, а не чувств: испытывая подобно другим людям боль и удовольствие, скептик воздерживается от суждений о том, хорошо это или плохо.
У Эпикура атараксия связана не с воздержанием от суждения, а с удовольствием (др.-греч. ἡδονή): Эпикур определял удовольствие как отсутствие телесной боли и душевных страданий и тревог. Тревоги в душе возникают из-за ложных мнений о богах и смерти, которые вызывают у людей страх. Избавляет от ложных мнений трезвое рассуждение, приводящее к атараксии. Атараксия — это сосредоточение на самом общем и главном, считает Эпикур.
В стоицизме атараксия часто близка апатии.
В современной практической психологии — состояние полного отсутствия страха (как правило, после пережитого эмоционального стресса).